# مث‌ورکس
مث‌ورکس (به انگلیسی MathWorks) شرکت خصوصی آمریکایی است که سررشته در نرم‌افزار محاسبات ریاضی دارد. محصولات بنیادی آن عبارتند از MATLAB و Simulink که در تجزیه و تحلیل داده‌ها و شبیه‌سازی به‌کارگرفته می‌شوند.

## تاریخچه
محصول کلیدی این شرکت یعنی متلب، در دهه ۱۹۷۰ توسط کلیو مولر، که در آن زمان رئیس بخش علوم رایانه دانشگاه نیومکزیکو بود، ایجاد شد. این نرم‌افزار درآغاز ابزاری رایگان برای دانشگاهی‌ها بود. جک لیتل، پایه‌گذار این شرکت، زمانی که دانشجوی کارشناسی ارشد مهندسی برق در دانشگاه استنفورد بود، با این ابزار آشنا شد.
لیتل و استیو بنگرت هنگامی که در یک شرکت مهندسی همکار بودند، کد متلب را به زبان C بازنویسی کردند. آنها مث‌ورکس را به همراه مولر در سال ۱۹۸۴ راه‌اندازی کردند، لیتل نسخه‌های نخستین را بر روی فلاپی‌دیسکهایی در کیسه‌های نگهداری مواد غذایی برای نخستین مشتریان پست می‌کرد. این شرکت نخستین سفارش خود را که ۱۰ نسخه از نرم‌افزار متلب بود را به موسسه فناوری ماساچوست (MIT) در فوریه ۱۹۸۵ به قیمت ۵۰۰ دلار فروخت. تا سال ۱۹۹۷ مَث‌وُرکس شرکتی سودآور بود و ادعا می‌کرد درآمدی نزدیک به ۵۰ میلیون دلار و حدود ۳۸۰ کارمند دارد.

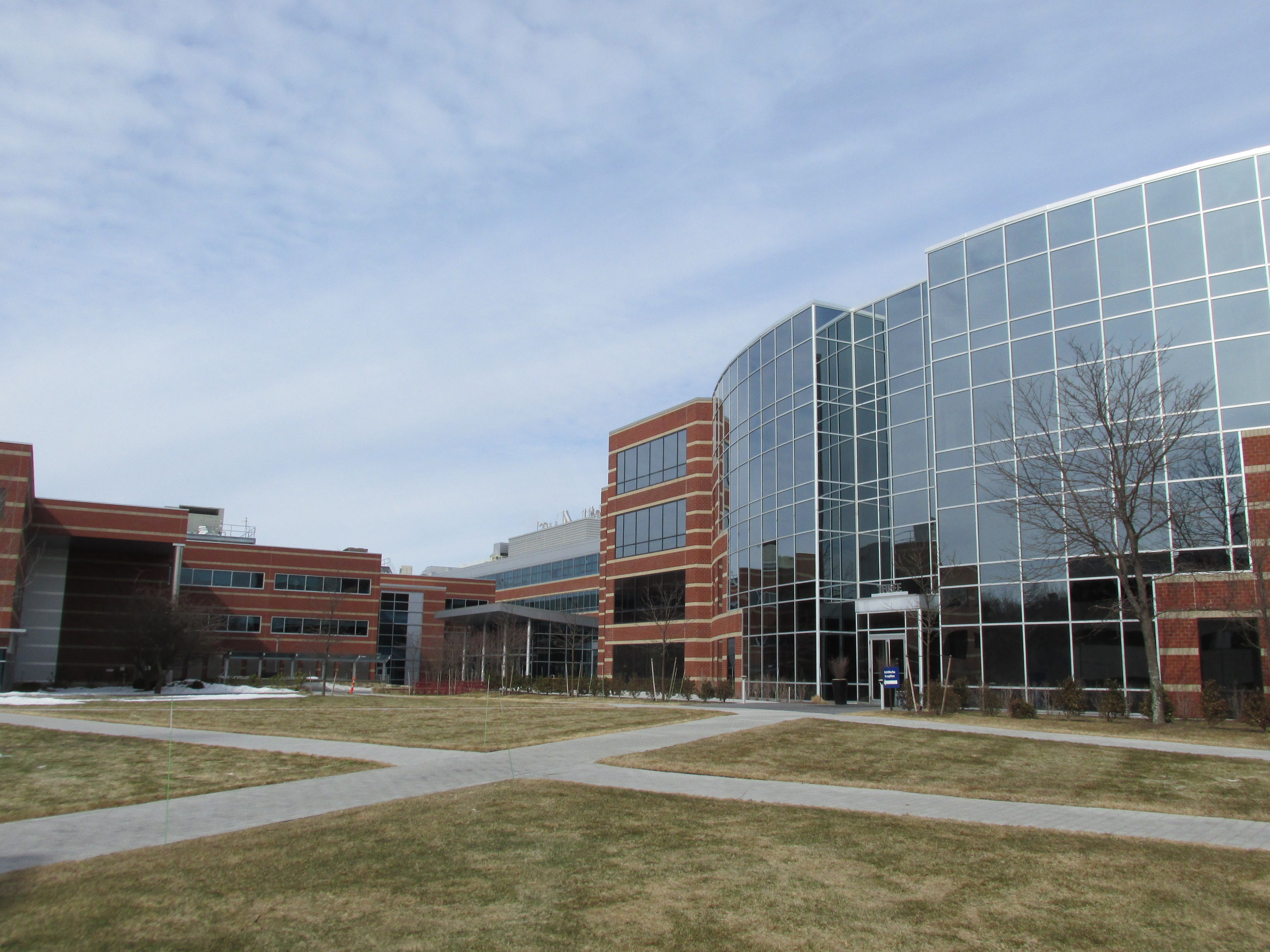
پردیس Apple Hill در ناتیک

مث‌ورکس در سال ۱۹۹۹ به مجتمع اداری Apple Hill در ناتیک، شهرکی در ماساچوست جابه‌جا شد، و ساختمان‌های اضافی را در این مجموعه در سال‌های ۲۰۰۸ و ۲۰۰۹ خریداری کرد، که در نهایت کل پردیس را اشغال کرد. مث‌ورکس در سال ۲۰۱۳ با خرید محوطه دفتر مرکزی قدیمی بوستون‌ساینتیفیک، که نزدیک به دفتر مرکزی مث‌ورکس در Natick است، گسترش بیشتری یافت.
تا سال ۲۰۱۸، این شرکت حدود ۳۰۰۰ کارمند در Natick داشت و درآمدی نزدیک به ۹۰۰ میلیون دلار داشت.

## محصولات

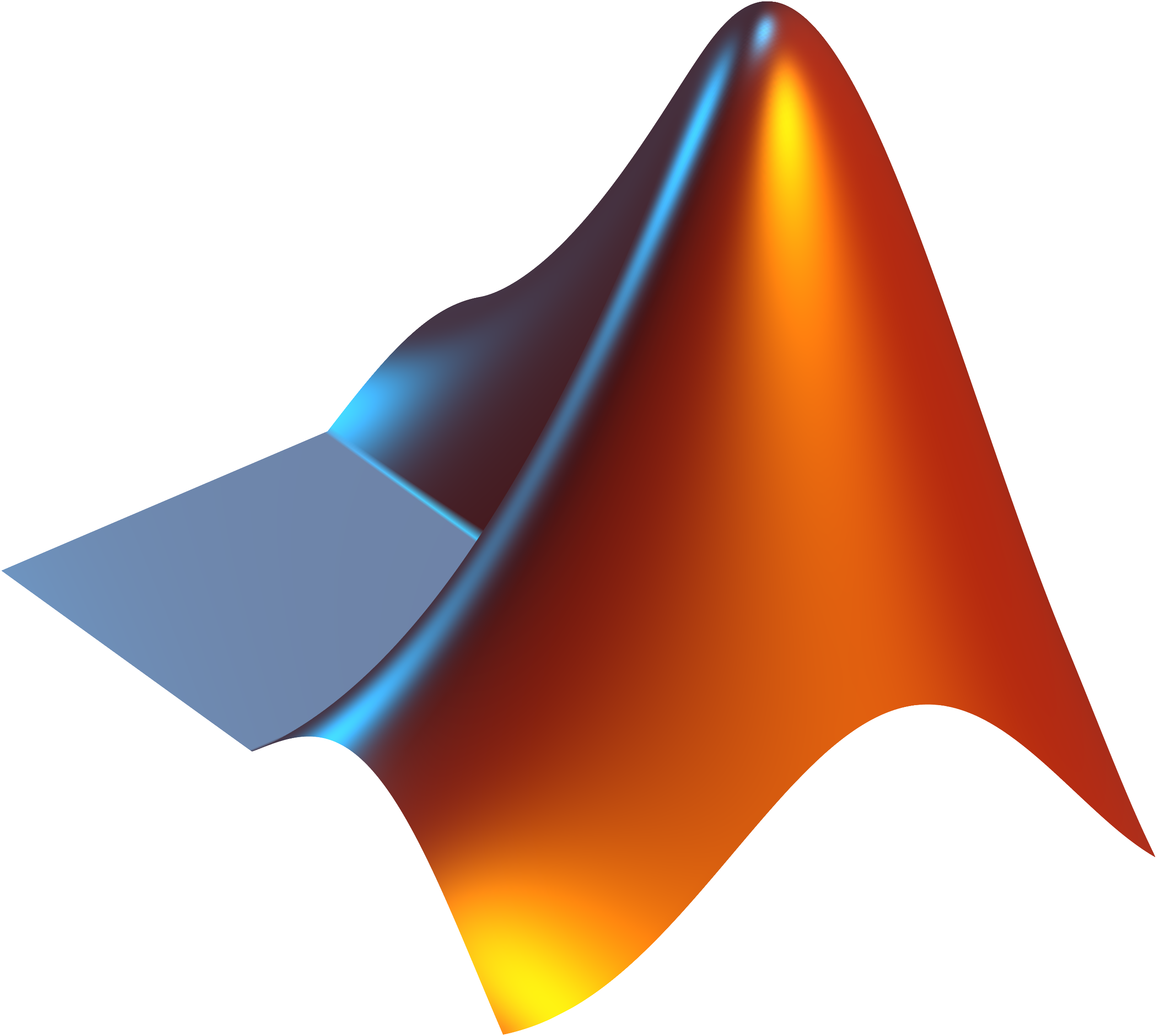
اولین عملکرد ویژه غشای L شکل، شبیه (اما نه یکسان) به آرم MATLAB با علامت تجاری MathWorks Inc.

دو محصول اصلی این شرکت عبارتند از MATLAB که محیطی را برای دانشمندان، مهندسان و برنامه نویسان برای واکاوی و انگارش داده‌ها و توسعه الگوریتم‌ها فراهم می‌کند و دیگری Simulink که دارای محیطی گرافیکی و شبیه‌سازی‌شده‌است که در طراحی مبتنی بر مدل برای سامانه‌های پویا به کار برده می‌شود. متلب و سیمولینک در زمینه‌های هوافضا، خودروسازی، نرم‌افزار و دیگر زمینه‌ها به‌کارگرفته می‌شوند. از دیگر محصولات این شرکت می‌توان به Polyspace , SimEvents و Stateflow اشاره کرد.

### نماد
نماد این شرکت از معادله موج، که موضوع پایان‌نامه مولر بود، برداشته شده‌است.

### انجمن
این شرکت سالانه از شماری از مسابقات مهندسی دانشجویی، از جمله EcoCAR، یا مسابقه فناوری خودروی پیشرفته که توسط وزارت انرژی ایالات متحده (DOE) و جنرال موتورز (GM) ایجاد شده‌است، حمایت مالی می‌کند.
در جامعه کدنویسی، شرکت MathWorks میزبان MATLAB Central است، یک محل تبادل آنلاین که در آن کاربران به پرسش و پاسخ می‌پردازند و کدهای خود را به همرسانی می‌کنند. MATLAB Central در حال حاضر حدود ۱۴۵۰۰۰ سؤال را در پایگاه داده MATLAB Answers جای داده‌است. این شرکت از شماری مؤسسه دانشگاهی برای پیشبرد آموزش علم، فناوری، مهندسی، و ریاضیات پشتیبانی می‌کند، از جمله کمک مالی به MIT Open Courseware و MITx.